# Stonedhenge
Stonedhenge è il secondo album del gruppo britannico Ten Years After ed è stato pubblicato nel 1969.  La ristampa del 2002 contiene quattro brani aggiuntivi rispetto all'LP originale.

## Tracce

### LP del 1969
1. Going to Try (Alvin Lee) - 4:52
2. I Can't Live Without Lydia (Chick Churchill) - 1:23
3. Woman Trouble (Alvin Lee) - 4:37
4. Skoobly-Oobly-Doobob (Alvin Lee) - 1:44
5. Hear Me Calling (Alvin Lee) - 5:44
6. A Sad Song (Alvin Lee) - 3:23
7. Three Blind Mice (brano tradizionale, arr. di Ric Lee) - 0:57
8. No Title (Alvin Lee) - 8:13
9. Faro (Leo Lyons) - 1:10
10. Speed Kills (Alvin Lee, Mike Vernon) - 3:42

### Brani aggiuntivi presenti nel CD del 2002
1. Hear Me Calling (Alvin Lee) - 3:44
2. Women Trouble (Alvin Lee) - 4:48
3. I'm Going Home (Alvin Lee) - 3:34
4. Boogie On (Alvin Lee) - 14:44

## Formazione

### Gruppo
- Alvin Lee - voce, chitarra, pianoforte
- Chick Churchill - organo, pianoforte
- Ric Lee - batteria, timpani
- Leo Lyons - basso elettrico, percussioni

### Altri musicisti
- Roy Baker - effetti sonori in No Title
- Martin Smith - "effetto treno" in Speed Kills
- Simon Stable - bongos in Going to Try
- Mike Vernon - seconda voce in Hear Me Calling